# Ballastwasser

Schema der Ballastwassernutzung

Ballastwasser wird von Seeschiffen aufgenommen, um während Fahrten ohne Ladung (Ballastfahrt) oder mit nur wenig Ladung eine ausreichende Stabilität des Schiffes zu gewährleisten. Das Wasser wird in Ballasttanks aufgenommen.

## Ökologische Folgen
Im Ballastwasser sind stets und unvermeidlich Organismen enthalten, die mit dem Wasser in die Ballasttanks gelangen. Viele sterben dort während der Fahrt (zum Beispiel aus Nahrungsmangel, wegen Änderungen der Wassertemperatur, unpassendem Salzgehalt, Dunkelheit in den Tanks oder Ähnlichem). Einige überleben und werden mit dem Ballastwasser aus dem Schiff abgelassen bzw. abgepumpt. So geraten sie in ein fremdes Ökosystem. Manche Organismen überleben dort; einigen von ihnen gelingt es auch, sich dort fortzupflanzen und auch ganzjährig zu überleben. Sie sind damit als Neozoen in das Ökosystem eingewandert. So verbreitete sich die asiatische Muschel Limnotherma protonei in großer Zahl an der süd- und nordamerikanischen Westküste. Sie hat dort keine natürlichen Feinde und wandert die Flüsse stromaufwärts. Durch ihre massenhafte Vermehrung können Muscheln dieser Art auch Durchflüsse und Kraftwerksanlagen verstopfen. Zu den invasiven Arten gehören auch die Rippenquallen, die ins Kaspische Meer eingeschleppt wurden. Dort geht der Fischfang signifikant zurück, weil sie durch ihren hohen Planktonbedarf mit anderen dort ansässigen Meerestieren in Nahrungskonkurrenz lebt. Dies betrifft neben der Fischerei auch die gesamte Nahrungskette bis zum Stör, dem Produzenten des Kaviars. Auch einzellige Lebewesen wie die Rote Tide, die Giftstoffe produzieren, können zum Fischsterben und selbst zu Vergiftungen von Menschen durch Muscheln, in denen sich das Gift der Einzeller ansammelt, beitragen, wenn sie in fremde Küstengewässer verschleppt werden.
Das größte nachweislich durch Ballastwasser verschleppte Tier ist die Chinesische Wollhandkrabbe.

### Gegenmaßnahmen

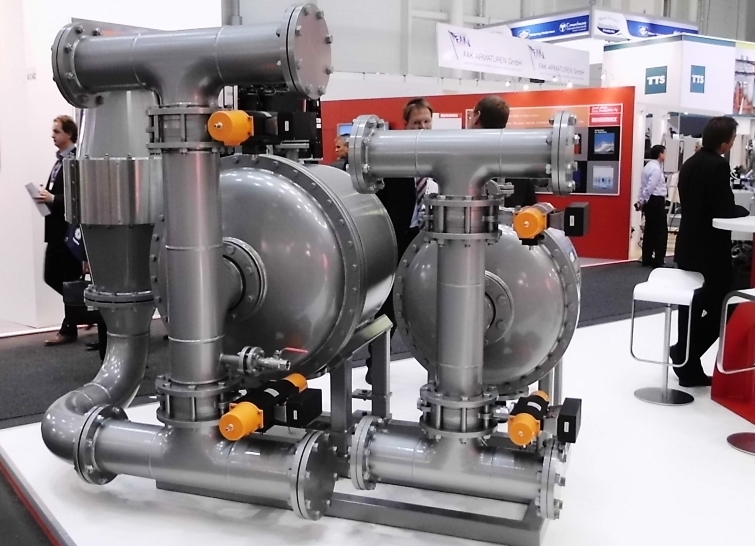
Filter für eine Anlage zur Ballastwasseraufbereitung

Bis zum Beginn der Schifffahrtskrise (Mitte 2008) fuhren viele Handelsschiffe angesichts hoher Charterraten und Frachtpreise in ihrem oberen Geschwindigkeitsbereich. Je kürzer die Zeitspanne ist, die Lebewesen im Ballastwasser eines Schiffes sind, desto größer ist ihre Überlebenschance. Seit dem Beginn der Krise und wegen seit Jahren relativ hoher Kraftstoffpreise (Schweröl) praktizieren viele Schiffe Langsamfahrt. Die Zeit zwischen Aufnehmen und Ablassen von Ballastwasser ist dann länger als bei schneller Fahrt.
Um das Risiko zu minimieren, dass in einem aquatischen Ökosystem Lebewesen eingeschleppt werden, wurde im Februar 2004 im Rahmen einer diplomatischen Konferenz der Internationalen Seeschifffahrts-Organisation ein Ballastwasser-Übereinkommen verabschiedet. Es legt fest, dass in Häfen (die oft an der Mündung von Flüssen ins Meer liegen), nur dann Ballastwasser abgegeben werden darf, wenn bestimmte Grenzwerte eingehalten werden.
Im Hamburger Hafen gab es ab November 2019 ein Testprojekt zur Ballastwasser-Aufbereitung. Seit dem 1. November 2019 ist eine mobile Ballastwasser-Reinigungsanlage auf UV-Licht-Basis in Hamburg in Betrieb – die erste in einem europäischen Hafen. Schirmherr der Testphase war die Behörde für Umwelt und Energie in Hamburg; betrieben wurde die Anlage von einer Tochterfirma der Dettmer Group. Es war das erste Projekt dieser Art in einem europäischen Hafen. Seit 2024 ist ein ähnliches Angebot im Regelbetrieb.

## Ballastwassermanagement
Für das Ballastwassermanagement gibt es derzeit zwei Methoden:
- Austausch von Ballastwasser auf See
- Ballastwasseraufbereitung an Bord.

### Ballastwasseraustausch
Die folgenden Verfahren zum Ballastwasseraustausch werden angewendet und akzeptiert: Beim sequentiellen Austausch von Ballastwasser wird zunächst ein Ballastwassertank vollständig entleert und anschließend wieder mit frischem Seewasser befüllt. Beim Durchflussverfahren wird ein befüllter Ballastwassertank konstant mit frischem Seewasser gespült. Beim Verdünnungsverfahren wird von oben Seewasser in den Ballastwassertank gefüllt und simultan von unten Ballastwasser abgezogen, sodass der Füllstand konstant bleibt.

### Ballastwasseraufbereitung
Nach ihrem Wirkprinzip unterscheidet man mechanische, physikalische und chemische Verfahren zur Aufbereitung von Ballastwasser. Sie können einzeln oder im Verbund eingesetzt werden. Oft werden mechanische Trennprozesse mit physikalischen und chemischen Verfahren kombiniert.

#### Mechanische Verfahren
Mechanische Trennverfahren dienen häufig zur Vorbehandlung von Ballastwasser. Mit Filtern oder Fliehkraftabscheidern entfernt man Organismen und Partikel aus dem Ballastwasser. Um Bakterien und Viren zu entfernen, kann man Membranen nachschalten, wie sie z. B. bei der Trinkwassererzeugung (Umkehrosmose) eingesetzt werden. So können Mikroorganismen bis zu einer Größe von typischerweise 0,2 µm abgeschieden werden.

#### Physikalische Verfahren
Physikalische Wirkprinzipien sind z. B. eine thermische Behandlung, UV-Bestrahlung oder Ultraschall-Anwendung.
Bei der thermischen Behandlung werden die im Wasser enthaltenen Organismen einer Temperatur ausgesetzt, die ausreicht, um sie abzutöten. Für die thermische Ballastwasseraufbereitung kommen im Wesentlichen drei Verfahrensweisen in Frage: Mischvorwärmung von Ballastwasser bei gleichzeitigem Spülen eines Ballastwassertanks, Erwärmung von Ballastwasser in den Tanks sowie die Erwärmung von Ballastwasser bei der Aufnahme oder Abgabe. Die Erwärmung des Ballastwassers erfolgt vorwiegend mit Motorkühlwasser oder sonstigen Wärmequellen wie z. B. Hilfskesseln.
Die Desinfektion von Ballastwasser durch UV-Bestrahlung ist ein ebenfalls aus der Wasseraufbereitung bekanntes Desinfektionsverfahren. Eine wasserdurchströmte UV-Entkeimungseinheit besteht im Wesentlichen aus mehreren Quarzrohren, in denen sich UV-Lampen befinden.
Bei der Ultraschall-Desinfektion wird das Wasser einem Schallfeld (20 bis 400 kHz) ausgesetzt, wodurch sich im Fluid wechselnde Unter- und Überdruckgebiete bilden. In einer Unterdruckphase des Schallfeldes entstehen im Wasser Dampfblasen, die in der nachfolgenden Überdruckphase implosionsartig kollabieren (Kavitation). Beim Kollabieren der Dampfblasen entstehen Schockwellen, die zu einem Zerreißen der Zellmembranen führen und so Organismen im Wasser abtöten.

#### Chemische Verfahren
Bei einer chemischen Ballastwasseraufbereitung werden dem Ballastwasser eine oder mehrere chemische Substanzen direkt oder indirekt durch Elektrolyse hinzugefügt, so dass eine toxische Reaktion abläuft, die zu einer Abtötung der schädlichen Wasserorganismen und Erregern führt. Für die Desinfektion von Ballastwasser kommen außerdem Substanzen wie z. B. Ozon, Chlor, Chlorderivate und Biozide in Frage. Die Ozondesinfektion ist ein ebenfalls aus der Trinkwasseraufbereitung bekanntes Verfahren und kann zur Abtötung von Bakterien und Viren im Ballastwasser verwendet werden. Da Ozon instabil ist, wird es im Allgemeinen vor Ort aus Luft oder Sauerstoff in Ozongeneratoren oder durch Bestrahlung der Luft mit UV-Lampen erzeugt. Chlor und Chlorderivate werden auch auf Kreuzfahrtschiffen zur Desinfektion von Trinkwasser eingesetzt und töten vegetative Bakterien und viele Viren ab. Außerdem kann man Biozide zur Abtötung von Wasserorganismen, Bakterien und Viren verwenden.

## Betrieb ohne Ballastwasseraustausch
Ein Ballastwasser-System eines Containerschiffes, das im Betrieb ohne Ballastwasseraustausch auskommt und daher auf die aufwendige Ballastwasseraufbereitung verzichten kann, wurde im Jahre 2010 vorgestellt. Mittels einer geeigneten Tankaufteilung sowie eines entsprechenden Pump- und Rohrleitungssystems wird mit einer genügenden konstanten Menge an Ballastwasser eine ausreichende  Stabilität für die erforderlichen Beladungszustände des Schiffes durch Umpumpen zwischen den Tanks sichergestellt. Das Ballastwasser wird permanent im Schiff mitgeführt, ohne mit der marinen Umwelt in Berührung zu kommen. So können sich auch keine Sedimente ablagern. Der Vergleich mit dem baugleichen konventionellen Containerschiff, in dem verschiedene Beladungsfälle untersucht wurden, zeigt eine gute Eignung dieser Alternative. Neben der Kontrolle der Intaktstabilität wurde im Rahmen dieser studentischen Arbeit auch der Lecksicherheitsnachweis nach den aktuellen harmonisierten Vorschriften der SOLAS erbracht.